# Nova Geminorum 1912
DN Geminorum oder Nova Geminorum 1912 war eine Nova im Sternbild Zwillinge, die am 13. März 1912 von Sigurd Enebo im norwegischen Dombås entdeckt wurde. Sie erreichte eine Helligkeit von 3,5 mag. Ihre Helligkeit nahm in 36 Tagen um 3 mag ab. Heute ist ihre Helligkeit 15 mag.